# Wolfram Menzel

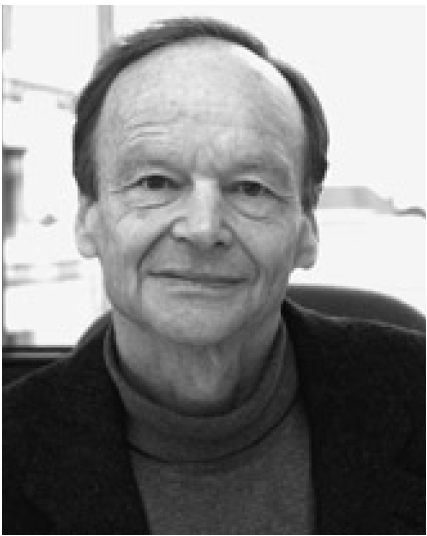
Wolfram Menzel

Wolfram Menzel (* 6. Juli 1933 in Marienbad; † 5. Oktober 2022 in Karlsruhe) war ein Informatiker und Mathematiker, der bis zu seiner Emeritierung im Jahr 2001 an der Universität Karlsruhe im Bereich der Theoretischen Informatik tätig war.

## Leben
Menzel wurde 1933 in Marienbad in der Tschechoslowakei geboren. Während des Zweiten Weltkriegs zog die Familie nach Eger (Cheb) in Tschechien. Dort besuchte er ein Gymnasium, doch regelmäßige Bombenabwürfe ab Oktober 1944 machten einen Abschluss unmöglich. In Bayern und später Hessen setzte er seine Ausbildung fort; in Darmstadt legte er dann 1952 sein Abitur ab. Danach studierte er Mathematik, Physik und Philosophie in Frankfurt am Main, wo er 1956 sein Diplom in Mathematik erhielt und 1959 im Bereich der Gruppentheorie promoviert wurde. Ab 1965 war Menzel wissenschaftlicher Mitarbeiter am Institut für Nachrichtenverarbeitung und Nachrichtenübertragung der Universität Karlsruhe. Im Jahr 1969 habilitierte er auch dort für das Fach Informatik und unterrichtete ab 1972 im Bereich der Theoretischen Informatik. Im Oktober 2001 wurde Menzel emeritiert und wohnte bis zu seinem Lebensende in der Nähe von Karlsruhe, wo er am 5. Oktober 2022 verstarb.

## Veröffentlichungen

### Mathematik und Informatik
Menzels naturwissenschaftliche Veröffentlichungen sind:
- Über den Untergruppenverband einer Abelschen Operatorgruppe. Teil I: m-Verbände. W. Menzel. Math. Zeitschrift 74, 39–51. 1960
- Über den Untergruppenverband einer Abelschen Operatorgruppe, Teil II: Distributive und m-Verbände einer Abelschen Operatorgruppe. W. Menzel. Math. Zeitschrift 74, 52–65. 1960
- Ein Kriterium für die die Distributivität des Untergruppenverbands einer Abelschen Operatorgruppe. W. Menzel. Math. Zeitschrift 75, 271–276. 1960
- Zur technischen Simulierbarkeit von Bewusstsein. W. Menzel. In: S. Moser, S. J. Schmidt (Hrsg.): Information und Kommunikation, 23. Internationale Hochschulwochen Alpbach, Oldenbourg Verlag, München Wien. 1968
- Theorie der Lernsysteme. Springer Verlag, Berlin Heidelberg New York. W. Menzel. 1970
- An Extension of the Theory of Learning Systems. W. Menzel. Acta Informatica 2, 357–381. 1973
- Über Schwierigkeiten mit Namen. Universität Karlsruhe, Fakultät Informatik. 1975
- Embedding Properties of Total Recursive Functions. W. Maier, W. Menzel, V. Sperschneider. Zeitschrift für math. Logik und Grundlagen der Mathematik 28, 565–574. 1982
- Universal Automata with Uniform Bounds on Simulation Time. W. Menzel und V. Sperschneider. Information and Control 52, 19–35. 1982
- Recursively Enumerable Extensions of R1 by Finite Functions. W. Menzel und V. Sperschneider. Lecture Notes of Computer Science, LNCS 171, 62–76. Springer Verlag. 1984
- Versuch einer sprachphilosophischen Analyse: Reflexion und Rekursion. In: H. M. Gauger, H. Heckmann (Hrsg.): Wir sprechen anders. Warum Computer nicht sprechen können. S. Fischer Verlag, Frankfurt. 1987
- Programmverifikation und Künstliche Intelligenz. W. Menzel und W. Stephan. In: H. Henn (Hrsg.): Technologie, Wachstum und Beschäftigung. Festschrift für Lothar Späth. Springer Verlag, 256–263. 1987
- Der Karlsruhe Interactive Verifier (KIV) – Eine Übersicht. M. Heisel, W. Menzel, W. Reif. In: H. Kersten (Hrsg.): Sichere Software – Formale Spezifikation und Verifikation vertrauenswürdiger Systeme. Hüthig Verlag, Heidelberg. 172–193. 1990
- Denk-Maschine. Zur Geschichte und zu Streitpositionen um die Künstliche Intelligenz. In: Evangelische Akademie Baden(Hrsg.): Herrenalber Protokolle 85, 80–95. 1992
- HARMONET: A Neural Net for Harmonizing Chorals in the Style of J. S. Bach. H. Hild, J. Feulner, W. Menzel. Advances in Neural Information Processing 4 (NIPS4), 267–274. 1992
- Integrating Automated and Interactive Theorem Proving. W. Ahrendt, B. Beckert, R. Hähnle, W Menzel, W. Reif, G. Schellhorn, P. H. Schmitt. In: W. Bibel, P. H. Schmitt (Hrsg.), Automated Deduction – A Basis for Applications, vol. II, Kluwer Verlag, 97–116. 1998
- Learning Musical Structure and Style with Neural Networks. H. Hörnel, W Menzel. Computer Music Journal 22, vol. 4, 44–62. 1998
- Problem Solving with Neural Networks. W. Menzel. In: U. Ratsch, M. M. Richter, I.-O. Stamatescu (Hrsg.), Intelligence and Artificial Intelligence – An Interdisciplinary Debate. Springer, 163–177. 1998
- Neuronale Netze zur Prognose von Finanzzeitreihen und Absatzzahlen. W. Menzel. In: G. Bol, G. Nakhaeizadeh, K.-H. Vollmer (Hrsg.), Datamining and Computational Finance. Physica-Verlag, 95–114. 2000
- Bayesian Learning for Sales Rates Prediction for Thousands of Retailers. Th. Ragg, W. Menzel, W. Baum, M. Wigbers. Neurocomputing 43, 127–144. 2002
- Mathematics Approach to Learning. W. Menzel. In: R. Kühn, R. Menzel, W. Menzel, U. Ratsch, M. M. Richter, I.-O. Stamatescu (Hrsg.), Adaptivity and Learning – An Interdisciplinary Debate, Springer, 111–113. 2003
- Inductive versus Approximative Learning. W. Menzel, F. Stephan. In: R. Kühn, R. Menzel, W. Menzel, U. Ratsch. M. M. Richter, I.-O. Stamatescu (Hrsg.), Adaptivity and Learning – An Interdisciplinary Debate, Springer, 187–209. 2003
- Topological Aspects of Numberings. W. Menzel, F. Stephan. Mathematical Logic Quarterly 49, 129–149. 2003
- Classes with Easily Learnable Subclasses. S. Jain, W. Menzel, F. Stephan. Information and Computation 190, 81–99. 2004
- The RIN: An RNA Integrity Number for Assigning Integrity Values to RNA Measurements. A. Schroeder, O. Mueller, S. Stocker, R. Salowsky, M. Leiber, M. Gassmann, S. Lightfoot, W. Menzel, M. Granzow, Th. Ragg. BMC Molecular Biology 2006, 7:3. 2006
- KIV: Der Karlsruhe Interactive Verifier. W. Menzel. In: B. Reuse, R. Vollmar (Hrsg.), Informatikforschung in Deutschland, Springer, 56–57 und 188–197. 2008

### Literarische Veröffentlichungen
Zwischen 1956 und 1985 veröffentlichte Menzel auch Gedichte, welche in unterschiedlichen Sammlungen, Zeitschriften und Anthologien erschienen. Zwei Gedichtbände, die diese Werke gesammelt enthalten, sind ebenfalls veröffentlicht worden. Der erste Band erschien 1985 in Karlsruhe unter dem Titel „der rand der spott“, der zweite Band „nicht oder anders“ im Jahr 2008 in Halle (Saale), wobei der zweite eine modifizierte Neuauflage des ersten ist.